# هالين
هالين، هي مدينة تاريخية في ولاية سالزبورج النمساوية. وهي عاصمة منطقة هالين.

## جغرافية

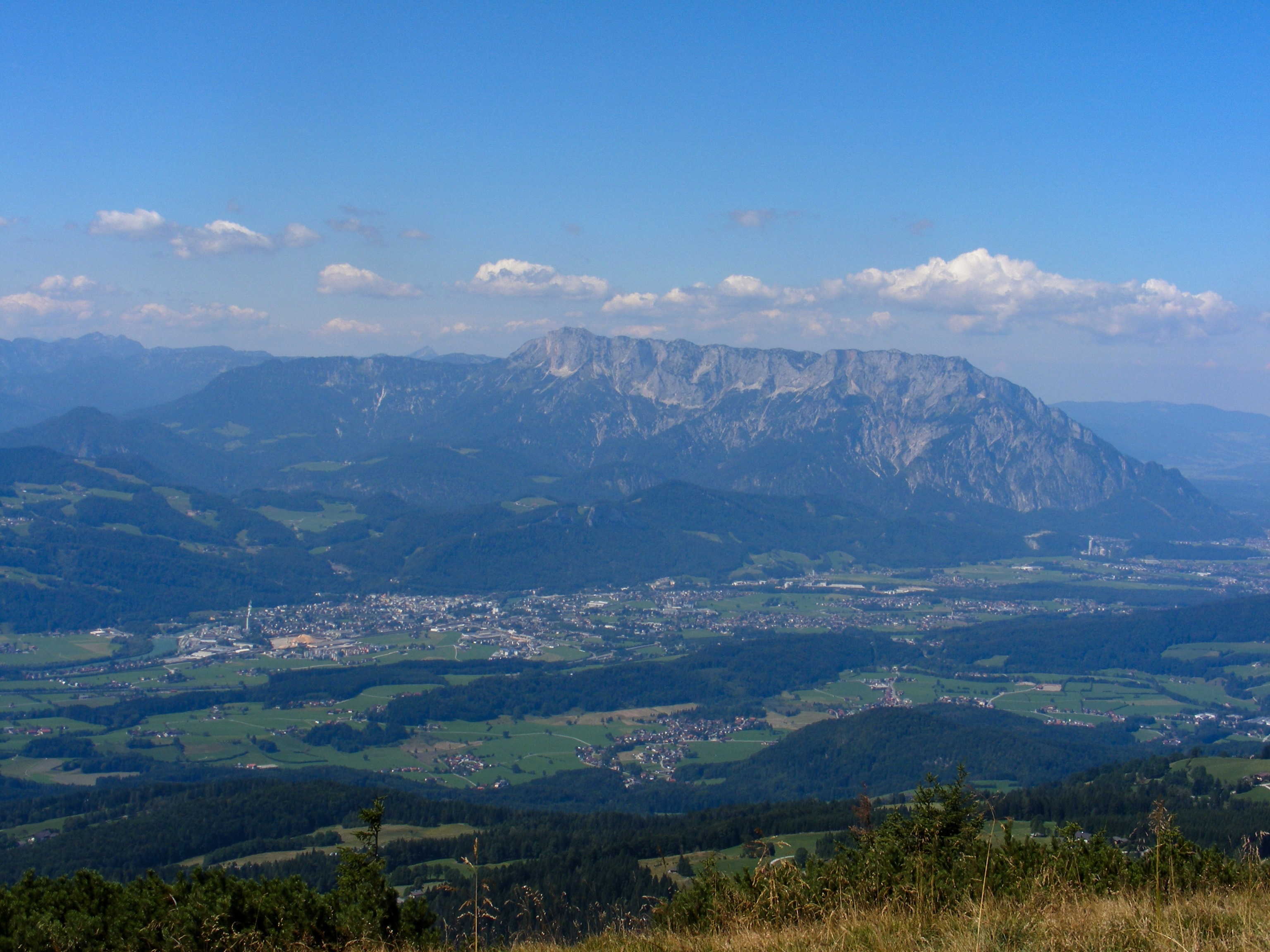
وادي Salzach مع Hallein ، إطلالة على كتلة Untersberg

تقع البلدة في Tennen Gau المنطقة الواقعة جنوب مدينة سالزبورغ، وتمتد على طول نهر سالزاتش في ظل ماسيف أونتيرسبيرج، على مقربة من الحدود مع ألمانيا في الغرب. يبلغ عدد سكانها حوالي 20300، هالين هي ثاني أكبر مدينة في ولاية سالزبورغ. وتضم منطقة البلدية المجتمعات المساحية من ADNET II، والاتحاد الأفريقي، Bergfried، Dürrnberg، GAMP، جريس، هالين السليم، Oberalm II، وTaxach.
هالين يمكن الوصول إليها في الضواحي السكك الحديدية-S باهن من مدينة سالزبورغ. كما أن لديها إمكانية الوصول إلى A 10 تاورن الطريق السريع رقم (الأوروبية طريق E55) من سالزبورغ إلى فيلاخ.

## التاريخ
تشتهر المنطقة منذ فترة طويلة بمنجم Hallein Salt في هضبة Dürrnberg ، وقد تم تتبع الاستقرار في المنطقة منذ 4000 عام. كان المجتمع سلتيك من 600 قبل الميلاد حتى أخذ الرومان على مملكة Noricum في 15 قبل الميلاد.
في منتصف القرن الثامن الميلادي، منح دوق بافاريا تاسيلو الثالث العقارات لأبرشية سالزبورغ. من 987 احتجزوا من قبل دير القديس بطرس. أصبح استخراج الملح حاسما بالنسبة للثروة الاقتصادية للمطرانية سالزبورغ، وتتنافس مع إنتاج الملح من ريتشنهول في بافاريا.

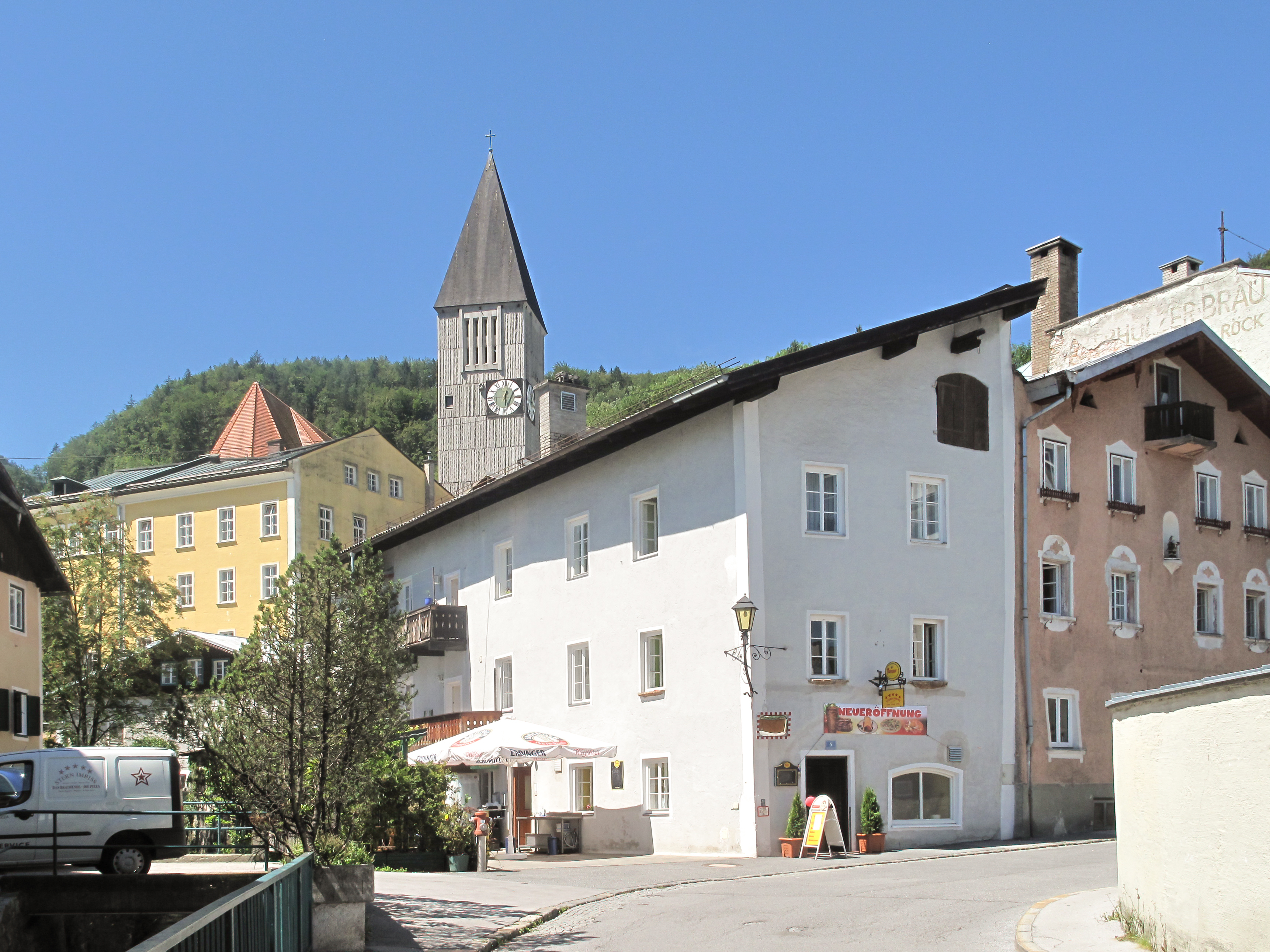
شارع وبرج الكنيسة

تم ذكر تعدين الملح في الموقع لأول مرة في عام 1198. تم توثيق اسم Hallein منذ أوائل القرن الثالث عشر. وهي واحدة من العديد من هول الأسماء في مجال اللغة الألمانية الجنوبية التي قد يكون لها أن تفعل شيئا مع الملح والتي نوقشت سلتيك، الجرمانية وأصول أخرى. [بحاجة لمصدر]
من القرن 15th فصاعدا، أصبح تخمير البيرة مشترك في هالين. في 1489 الأمير المطران يونارد فون Keutschach في 1489 حصلت على مصنع الجعة كبير، حيث بعد بيع البيرة Hofbräu Kalten Hausen أصبح مصدر رئيسي آخر للدخل بالنسبة للمطرانية سالزبورغ. في نهاية القرن 17، كان الأمير المطران Kuenburg عمال المناجم البروتستانتية طرد، وبعد ذلك عدة مئات منهم هاجر إلى فالشيرين وفلاندرز الزيلندية في الجمهورية الهولندية. مع الأمير-المطرانية السابق، أصبح هالين جزءا من الإمبراطورية النمساوية التي كتبها 1816. وKaltenhausen تم شراؤها من قبل الأرشيدوقة ماريا يوبولدين من النمسا واستي مصنع الجعة وأصبحت واحدة من أكبر عمليات سالزبورغ خلال القرن 19.
في الحرب العالمية الثانية، كانت Hallein موقعًا لملحق معسكر العمل بمعسكر اعتقال داخاو. بعد الحرب، كانت موقعًا لمخيم دائم للنازحين (بيت إسرائيل). في منتصف عام 1947، افتتحت ORT مدرسة في اثنتين من الثكنات، لتعليم الخياطة، والخياطة، والتكنولوجيا الكهربائية والراديو، والخبز، وتدريب التجميل، والتنجيد لأكثر من 200 طالب. كما قدمت ORT لاحقًا دروسًا في اللغة الإنجليزية. في عام 1948، مع إغلاق معسكرات أخرى للنازحين، أصبحت هالين نقطة التجميع النمساوية للمهاجرين اليهود إلى كندا والولايات المتحدة. حتى أن السجناء أسسوا فريق كرة قدم اسمه هاكواه هاليين، يدربه هاينريش شونفيلد. أغلق المخيم عام 1954.

## حضاره

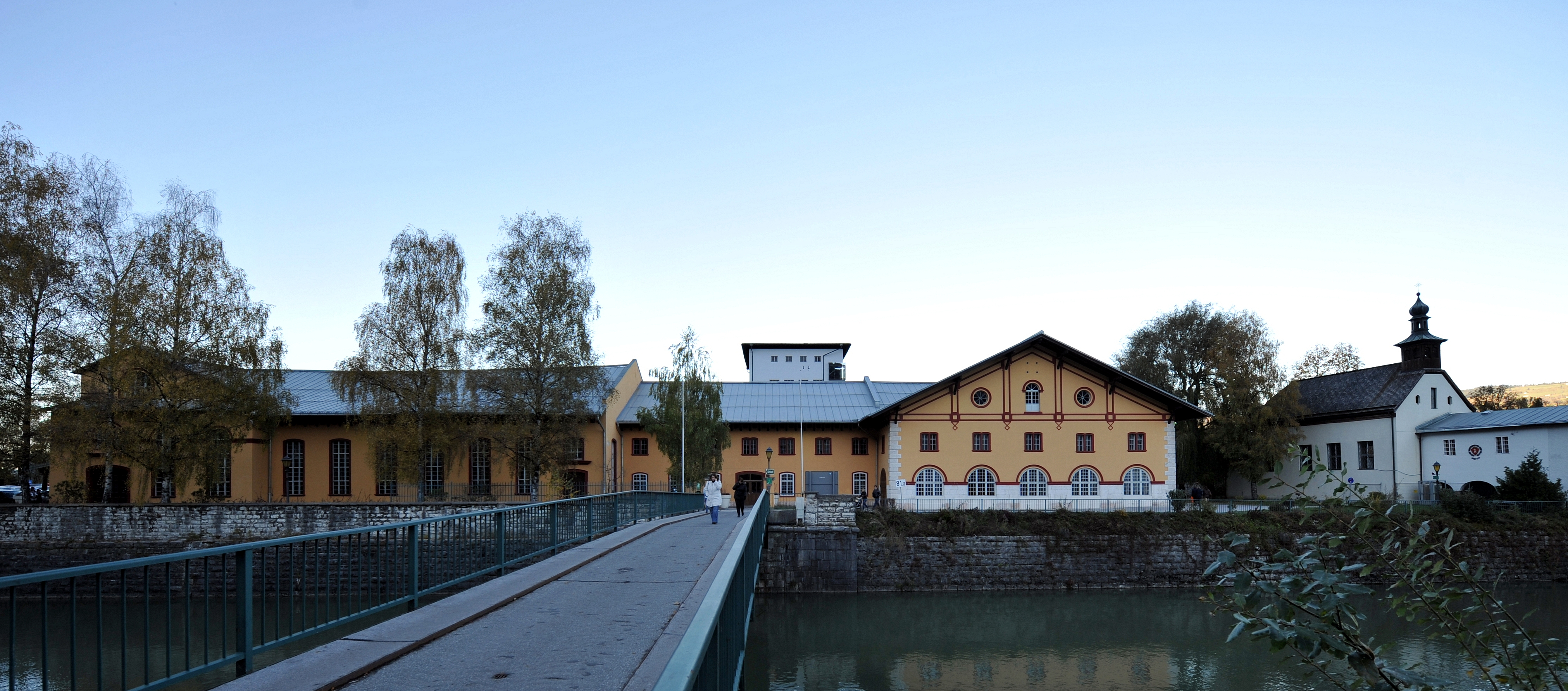
الملح القديم في جزيرة بيرنر ، اليوم مكان لمهرجان سالزبورغ

تستضيف هالين متحفين لهما أهمية تاريخية وموسيقية. وKeltenmuseum يعرض القطع الأثرية والسرد واصفا أوائل هالستات ولا تيني سلتيك الثقافات فضلا عن تطوير التعدين الملح في المنطقة خلال العصور الوسطى وعصر النهضة. متحف الليل الصامت يتميز المعلومات المتعلقة يؤلف واحدة من أغاني عيد الميلاد الأكثر شهرة في القرن 19. يوثق حياة وأوقات الملحن فرانز زافير جروبر. يضم المتحف الجيتار الذي استخدمه في الأصل الشاعر جوزيف موهر والعديد من النسخ الموقعة من النوتة الموسيقية.

## سياسة
المقاعد في المجالس البلدية (Gemeinderat) اعتبارا من انتخابات 2019:
- الحزب الاشتراكي الديمقراطي النمساوي (SPÖ): 9
- حزب الشعب النمساوي (ÖVP): 9
- حزب الحرية النمساوي (FPÖ): 3
- الخضر: 3
- NEOS - النمسا الجديدة والمنتدى الليبرالي: 1

## مشاهير
- كليمنس هولزميستر، مهندس معماري (1886-1983)
- هربرت فوكس، ممثل وسياسي، (1927-2007)
- جوديث ويسنر، لاعبة تنس، ولدت عام 1966 في هالين
- يوهان جورج موهر (حتى 1656 Radstadt - 1726 Hallein)، نحاتون باروك، "Hall One Master"

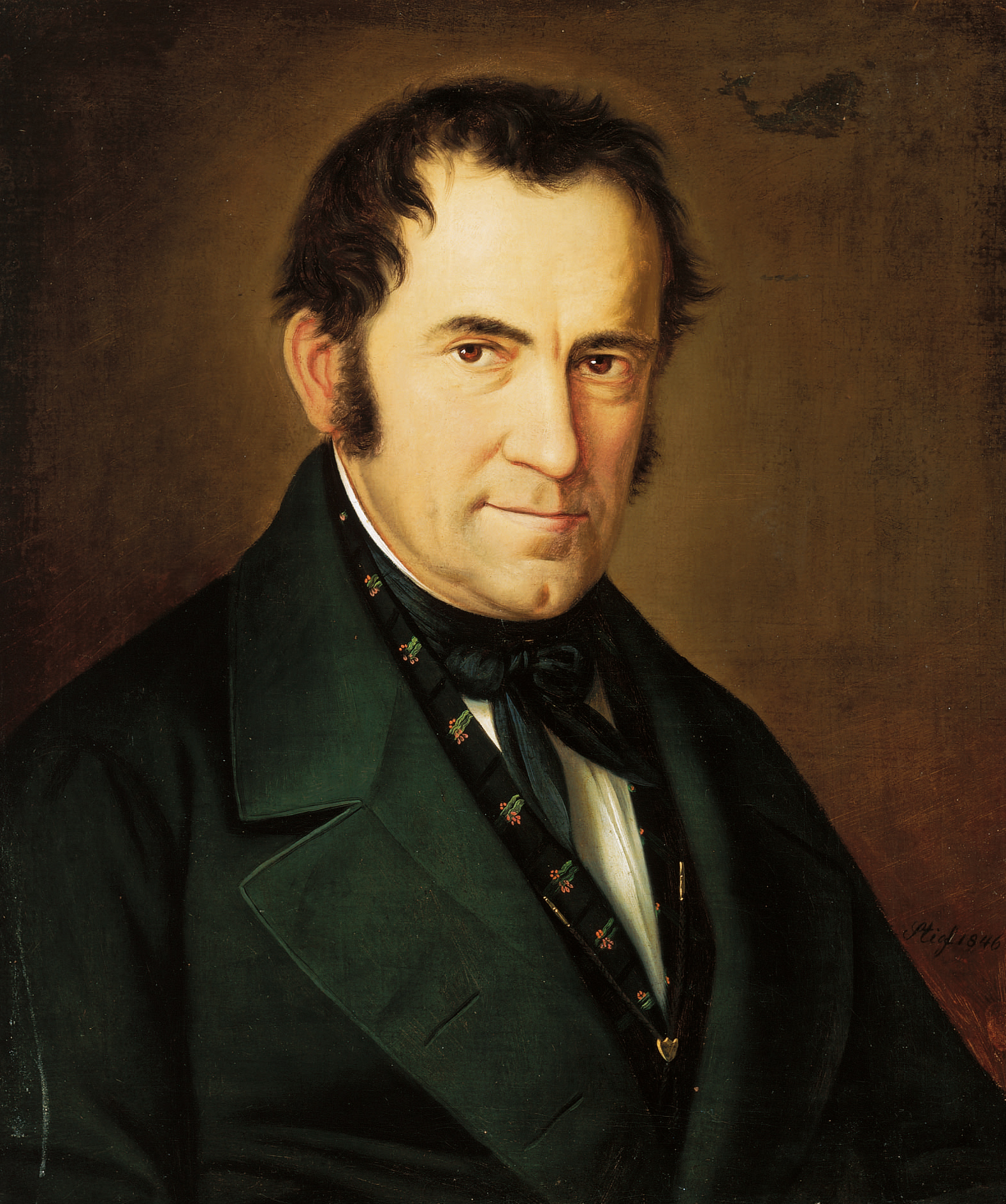
فرانز زافير جروبر

- فرانز زافير جروبر (1787-1863)، ملحن ليلة صامتة، ليلة مقدسة
- أغسطس شينك (1815-1891)، عالم نبات
- Manfred Baumann (مواليد 1956 Hallein)، صحفي ومؤلف وممثل كوميدي ومحرر ORF
- Thomas Stangassinger (مواليد 1965 Hallein)، متزلج سابق
- هربرت إيلسانكر (مواليد 1967 هاللين)، لاعب كرة قدم سابق
- مايكل ويلدنر (مواليد 1970 Hallein)، عداء سابق للمسافات المتوسطة
- سانيل كولجيتش (مواليد 1977 سالزبورغ)، طفولة في هالين، لاعب كرة قدم
- ستيفان إيلسانكر (مواليد 1989 هاللين)، لاعب كرة قدم
- مارسيل هيرشر (مواليد 1989 في هالين)، متزلج جبال الألب السابق
- آنا فيث (مواليد 1989 في هالين)، متسابقة تزلج جبال الألب

## روابط خارجية
- باللغة الألمانية Hallein official website
- A timeline of Hallein salt mining can be found at http://www.salzwelten.at/en/hallein/saltmine/history/